# Open d'Australie
Pour les articles homonymes, voir Open d'Australie (homonymie).
L'Open d'Australie est l'un des tournois de tennis de la catégorie du Grand Chelem organisé depuis 1905. Actuellement, il se déroule chaque année au Melbourne Park, à Melbourne en Australie et a lieu au mois de janvier. 
Le tournoi s'est d'abord joué sur gazon de 1905 à 1987 et se dispute depuis 1988 sur une surface synthétique en dur. Il est dirigé par Craig Tiley depuis 2006.
L'Open d'Australie est l'un des quatre tournois qui constituent le Grand Chelem. Les trois autres sont  Roland-Garros, Wimbledon et l’US Open. Ces quatre tournois sont les compétitions les plus importantes du circuit tennistique. Organisé ces dernières années pendant la deuxième moitié de janvier, l’Open d'Australie est chronologiquement, le premier grand rendez-vous tennistique de la saison. Comme Wimbledon, l'US Open et Roland Garros, ce tournoi bénéficie de deux cours couverts pourvus d'un toit coulissant utilisé en cas d'intempérie ou de fortes chaleurs.

## Historique
La Nouvelle-Zélande et les États d'Australie sont les descendants directs des colonies britanniques en Australasie (entité regroupant l’Australie, La Nouvelle-Zélande, la Nouvelle-Guinée et les îles alentour) : avant que les premiers championnats d'Australasie ne soient organisés en novembre 1905, il est décidé que le tournoi se disputerait alternativement dans tous les États d'Australie ainsi qu'en Nouvelle-Zélande. En 1927 le tournoi change de nom et devient les championnats d'Australie. À partir de l'édition de 1972 (26 décembre 1971 - 2 janvier 1972) les championnats s'installent de manière permanente dans la ville de Melbourne. Outre cette ville (avec 50 éditions), les championnats se sont déroulés à Sydney (17 fois), Adélaïde (14 fois), Brisbane (8 fois), Perth (3 fois), et en Nouvelle-Zélande (2 fois) en 1906 à Christchurch et en 1912 à Hastings.

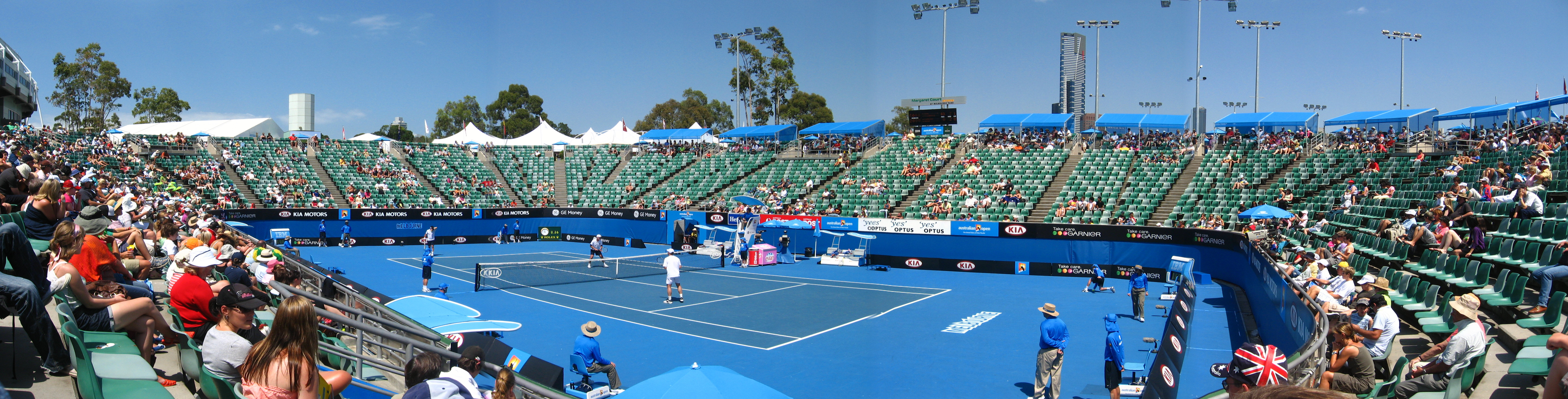
Court Margaret Court en Plexicushion de l’Open d'Australie.

Du fait de son éloignement géographique ce tournoi est longtemps boudé par les étrangers (dans les années 1920 il faut environ 45 jours pour se rendre de Méditerranée en Australie par la mer) et les premiers joueurs de tennis qui prennent l'avion pour se rendre à Melbourne sont les  joueurs des États-Unis, en novembre 1946, qui viennent disputer le challenge-round de Coupe Davis. Jusqu'en 1968 le tournoi peut être assimilé quasiment à un championnat national amateur. Dans les premières années ce tournoi est tout juste un championnat de l'État où il a lieu. Par exemple les éditions à Perth n'attirent à l'époque que les joueurs des environs : ceux de la côte est (Sydney, Melbourne) devant traverser près de 3 000 km en train ne font pas le déplacement. Idem pour les championnats à Brisbane, etc. En Nouvelle-Zélande en 1906 dans un tableau de dix joueurs seuls deux Australiens firent le déplacement. Le 1er tournoi jamais organisé en Australasie est le championnat de la colonie du Victoria (devenu à l'indépendance de l'Australie le championnat de l'État du Victoria), disputé à Melbourne, en 1880 (deux éditions cette année-là) qui devient de fait le plus important tournoi de l'Australasie jusque y compris l'époque des premiers championnats d'Australasie : à l'époque les deux meilleurs joueurs de l'hémisphère sud, l'Australien Norman Brookes qui a donné son nom à la coupe remise au vainqueur du simple messieurs, et le Néo-Zélandais Anthony Wilding dédaignent le championnat australasien : le premier ne disputera ce championnat qu'une seule fois et le remportera  en 1911, et le second viendra deux fois avec autant de succès en 1906 et 1909. Pour régler leur problème de suprématie les deux joueurs préfèrent jouer le championnat du Victoria où ils se rencontrent deux fois en finale en 1906 et 1909. Wilding ne participe même pas aux championnats d'Australasie organisés dans son propre pays en Nouvelle-Zélande en 1912 alors que cette année-là il remporte Wimbledon pour la 3e fois consécutive (travaillant à Londres depuis plusieurs années il ne peut se permettre le déplacement long et coûteux (ceci est propre à l'époque : Norman Brookes, vainqueur de Wimbledon en 1907, et travaillant à Melbourne, ne revient plus à Wimbledon avant 1914 et, accessoirement, gagne le tournoi). Ainsi beaucoup de grands joueurs ne disputent jamais ou peu souvent ce tournoi : certains comme les frères Renshaw, les frères Doherty, William Larned, Maurice McLoughlin, Beals Wright, Bill Johnston, Bill Tilden, René Lacoste, Henri Cochet, Bobby Riggs, Jack Kramer, Ted Schroeder, Pancho Gonzales, Budge Patty, Manuel Santana, Jan Kodeš et d'autres encore ne viennent jamais tandis que Brookes, Ellsworth Vines, Donald Budge, Jaroslav Drobný, Manuel Orantes, Ilie Năstase à 35 ans passés, Björn Borg ne disputent le tournoi qu'à une seule reprise.
À partir de 1969, date du premier Open d'Australie, organisé sur les Milton Courts de Brisbane, le tournoi est ouvert à tous les joueurs et en particulier aux joueurs professionnels, interdits auparavant. Néanmoins si on excepte 1969 et 1971 (instauration du tie-break cette année-là) le tournoi souffre de l'absence des meilleurs joueurs du monde jusqu'en 1982 inclus (par exemple cette année-là le meilleur joueur du tableau, Johan Kriek, n'est classé que 12e à l'ATP) : à cause de l'éloignement, des dates du tournoi (fêtes de Noël et du Jour de l'An) ainsi que des prix offerts trop faibles (en 1970, George MacCall, le promoteur de la National Tennis League (composée, chez les hommes, de Rod Laver, Ken Rosewall, Andrés Gimeno, Pancho Gonzales, Roy Emerson et Fred Stolle), n'autorise pas ses joueurs à disputer l'Open d'Australie car les garanties proposées sont nettement insuffisantes).
En 1983, un changement s'opère, Ivan Lendl et John McEnroe s'inscrivent au tournoi et Mats Wilander devant jouer la finale de la Coupe Davis sur le site des Internationaux d'Australie (Kooyong Stadium de Melbourne) quelques jours après le tournoi, décide de s'inscrire aux championnats pour s'entraîner (entraînement réussi au-delà de toute espérance puisque le Suédois gagne le tournoi) : à partir de 1983 l'Open d'Australie commence à mériter son appellation de tournoi du Grand Chelem car la plupart des meilleurs joueurs du monde disputent désormais le tournoi. De 1977 à 1985, le tournoi est joué en fin d'année en décembre puis en janvier à partir de l'édition 1987 (ce qui explique pourquoi aucune compétition n'a été organisée à Melbourne en 1986). En 1988, sous la pression de la Fédération internationale, le site de Kooyong, devenu trop vétuste, est abandonné au profit d'un stade beaucoup plus grand et plus moderne, Flinders Park (renommé depuis Melbourne Park). Le passage à Melbourne Park a été un succès immédiat, avec une augmentation de 90 pour cent de la fréquentation en 1988 (266 436) sur l'année précédente à Kooyong (140 000). Le tournoi se dispute désormais sur une surface en dur, le Rebound Ace, similaire à l'ancien Decoturf de l'US Open mais plus lente. Après plusieurs formules le tournoi se déroule comme les autres Grand Chelem : avec 128 joueurs (donc 7 matchs pour le titre) et tous les matchs en trois manches gagnantes. À partir de 1995, année où Andre Agassi participe pour la première fois à ce championnat, aucun des meilleurs joueurs du monde ne boude ce tournoi qui devient dès lors véritablement une des quatre plus grandes compétitions de tennis, seules les blessures ou les suspensions expliquant les absences. À partir de 2002, il y a 32 têtes de séries et en 2003 le tie-break est instauré dans les matchs en 3 manches (double et mixte). En 2008,la surface utilisée devient le Plexicushion remplaçant ainsi le Rebound Ace. Puis en 2020, le revêtement des courts évolue de nouveau en adoptant le GreenSet.
Avant de s'établir à Melbourne Park, le tournoi subit, outre les changements de sites, de nombreux changements de date, en particulier les premières années, en fonction notamment des saisons des différentes villes ou de catastrophes comme la guerre : l'édition 1919 a lieu en janvier 1920 et l'édition 1920 en mars de la même année ; à Brisbane une édition a lieu en août 1923 pendant la saison moins chaude et moins humide. Après une première édition 1977 jouée à cheval sur 1976 et 1977, les organisateurs décident d'avancer le tournoi suivant de quelques jours : une deuxième édition se conclut ainsi le 31 décembre 1977, mais cette mini mesure ne séduit aucun grand joueur. En 1982 l'édition est ramenée de fin décembre à mi-décembre : cette dernière date est conservée jusqu'en 1985. Cette fois-ci les organisateurs décident de reculer d'un mois (mi-janvier) l'édition suivante qui n'a donc lieu qu'en janvier 1987. Par conséquent l'édition 1986 n'a pas lieu (ce qui compense le « surplus » de 1977).

## Statistiques
- En 1908, l'Américain Fred Alexander devient le premier non-Australasien à triompher dans le tournoi du simple messieurs, ensuite viendront le Français Jean Borotra en 1928 et le Péruvien Alex Olmedo en 1959 pour l'Ère pré Open.
- La compétition s'ouvre aux femmes à partir de 1922.
- Margaret Smith Court détient le record de titres dans un même tournoi de Grand Chelem (Seulement pour les femmes) avec 11 succès, de 1960 à 1973, dont 7 consécutifs (1960-1966).
- En 2013, Novak Djokovic devient le premier joueur de l'ère Open à remporter trois fois consécutivement le tournoi. Auparavant, aucun joueur de l'ère Open n'était parvenu à remporter l'Open d'Australie plus de deux fois d'affilée, Mats Wilander et Ivan Lendl ayant échoué à leur 3e finale. Chez les dames, le record de titres consécutifs depuis le début de l'ère Open est de trois, et 5 joueuses l'ont réalisé : Margaret Smith (1969-1971), Evonne Goolagong (1974-1976), Steffi Graf (1988-1990), Monica Seles (1991-1993) et Martina Hingis (1997-1999).
- Mark Edmondson est le dernier Australien vainqueur, en 1976, John Marks ayant échoué en finale en 1978, Kim Warwick en 1980, Pat Cash en 1987 et 1988 et Lleyton Hewitt en 2005.

## Formules
La formule a changé de nombreuses fois pendant l'ère Open débutée en 1969 et avant 1988 aucun joueur n'a dû remporter 7 matchs pour gagner le titre mais seulement 5 ou 6 avec parfois des 1ers tours en 2 manches gagnantes.

En simple messieurs depuis 1969 :
- 48 joueurs dont 16 exempts de 1er tour (6 matchs pour le titre ou 5 pour les exempts) (1969, 1971, 1972) (Tous les vainqueurs étaient exempts de 1er tour et n'ont donc joué que 5 matchs)
- 48 joueurs dont 16 exempts de 1er tour (6 matchs pour le titre ou 5 pour les exempts) ; les matchs de 1/32 de finale (1er tour) sont en 2 manches gagnantes (1970, 1973) (Tous les vainqueurs étaient exempts de 1er tour et n'ont donc joué que 5 matchs)
- 64 joueurs (6 matchs pour le titre) ; les matchs de 1/32 de finale (1er tour) sont en 2 manches gagnantes (1974)
- 64 joueurs (6 matchs pour le titre) (1975, 1976, 1977 en janvier, 1977 en décembre, 1978, 1979, 1980, 1981)
- 96 joueurs dont 32 exempts de 1er tour (7 matchs pour le titre ou 6 pour les exempts) ; les matchs de 1/16 et de 1/8 de finale (3e et 4e tour) sont en 2 manches gagnantes (1982) (Le vainqueur était exempt de 1er tour et n'a donc joué que 6 matchs)
- 96 joueurs dont 32 exempts de 1er tour (7 matchs pour le titre ou 6 pour les exempts) (1983 à 1987) (Tous les vainqueurs étaient exempts de 1er tour et n'ont donc joué que 6 matchs)
- 128 joueurs (7 matchs pour le titre) (depuis 1988)

La formule a changé également de nombreuses fois en double messieurs pendant l'ère Open débutée en 1969 et avant 1988 aucune équipe n'a dû remporter 6 matchs pour gagner le titre mais seulement 4 ou 5. Les matchs en 3 manches gagnantes ont été peu pratiqués, sauf précision.

En double messieurs depuis 1969 :
- 24 équipes dont 8 exempts de 1er tour (5 matchs pour le titre ou 4 pour les exempts) ; les matchs sont en 3 manches gagnantes (1969) (l'équipe vainqueur n'étaient pas exempte de 1er tour et a donc joués que 5 matchs)
- 24 équipes dont 8 exempts de 1er tour (5 matchs pour le titre ou 4 pour les exempts) ; à partir des demi-finales les matchs sont en 3 manches gagnantes (1970) (l'équipe vainqueur étaient exempte de 1er tour et n'a donc joués que 4 matchs)
- 28 équipes dont 4 exempts de 1er tour (5 matchs pour le titre ou 4 pour les exempts) (1971) (l'équipe vainqueur étaient exempte de 1er tour et n'a donc joués que 4 matchs)
- 23 équipes dont 9 exempts de 1er tour (5 matchs pour le titre ou 4 pour les exempts) (1972) (l'équipe vainqueur étaient exempte de 1er tour et n'a donc joués que 4 matchs)
- 32 équipes (5 matchs pour le titre) (1973)
- 35 équipes dont 29 exempts de 1er tour (6 matchs pour le titre ou 5 pour les exempts) (1974) (l'équipe vainqueur était exempte de 1er tour et n'a donc joués que 4 matchs)
- 32 équipes (5 matchs pour le titre) (1975 à 1981) deux édition en 1977 janvier et décembre
- 48 équipes dont 16 exempts de 1er tour (6 matchs pour le titre ou 5 pour les exempts) (1982 et 1983) (les équipes vainqueurs étaient exemptes de 1er tour et n'ont donc joués que 5 matchs)
- 48 équipes dont 16 exempts de 1er tour (6 matchs pour le titre ou 5 pour les exempts) ; à partir des quarts de finale les matchs sont en 3 manches gagnantes (1984 à 1987) pas de tournoi en 1986 (les  équipes vainqueurs étaient exemptes de 1er tour et n'ont donc joués que 5 matchs)
- 64 équipes (6 matchs pour le titre) ; à partir des quarts de finale les matchs sont en 3 manches gagnantes (1988 à 1999)
- 64 équipes (6 matchs pour le titre) ; la finale est en 3 manches gagnantes (2000 et 2001)
- 64 équipes (6 matchs pour le titre) (depuis 2002)

## Courts et surfaces

### Courts

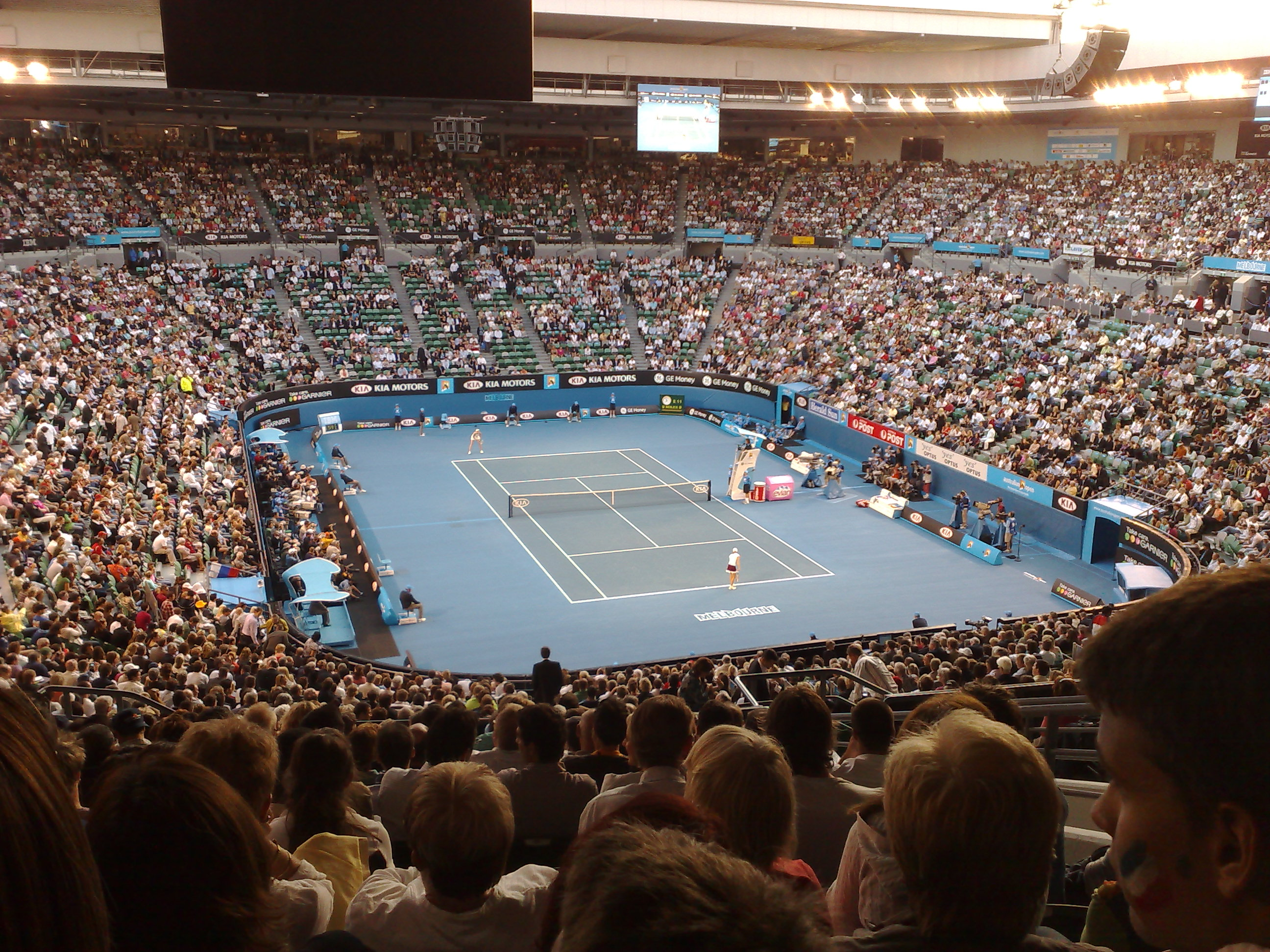
La Rod Laver Arena en 2008.

Depuis 1988, l'Open d'Australie se joue au sein du Melbourne Park (connu sous le nom de National Tennis Centre jusqu'en 1996) dont 23 courts sont utilisés pour la compétition et l'entraînement. Le stade principal de ce complexe tennistique est la Rod Laver Arena (anciennement appelée Center Court jusqu'en 2000) d'une capacité d'approximativement 15 000 places. Dès sa construction en 1988, ce court dispose d'un toit rétractable permettant de jouer en cas de pluie ou de chaleur excessive grâce à un système de ventilation. Cette caractéristique a fait de l'Open d'Australie le premier tournoi du Grand Chelem à disposer d'un toit avant d'être rejoint en 2009 par le tournoi de Wimbledon. Le deuxième court par ordre d'importance est la John Cain Arena construite en 2000. Elle peut accueillir 10 500 spectateurs et dispose aussi d'un toit rétractable. La Margaret Court Arena (anciennement Show Court One) ouverte en 1988 est le troisième terrain le plus important du Melbourne Park et a une capacité de 6 000 places. L'Open d'Australie prévoit la construction d'un toit pour ce court en 2015, en plus de l'agrandir pour qu'il atteigne une capacité de 7 500 places. Enfin, les Show Courts 2 et 3 ont chacun une capacité de 3 000 places.
Depuis 2007, l'Open d'Australie utilise le système vidéo appelé Hawk-Eye permettant de déterminer si une balle est ou non dans les limites du terrain. En 2013, les Show Courts 2 et 3 sont équipés de ce système pour la première fois, portant à cinq le nombre de courts équipés (avec les trois courts principaux),.

### Surfaces

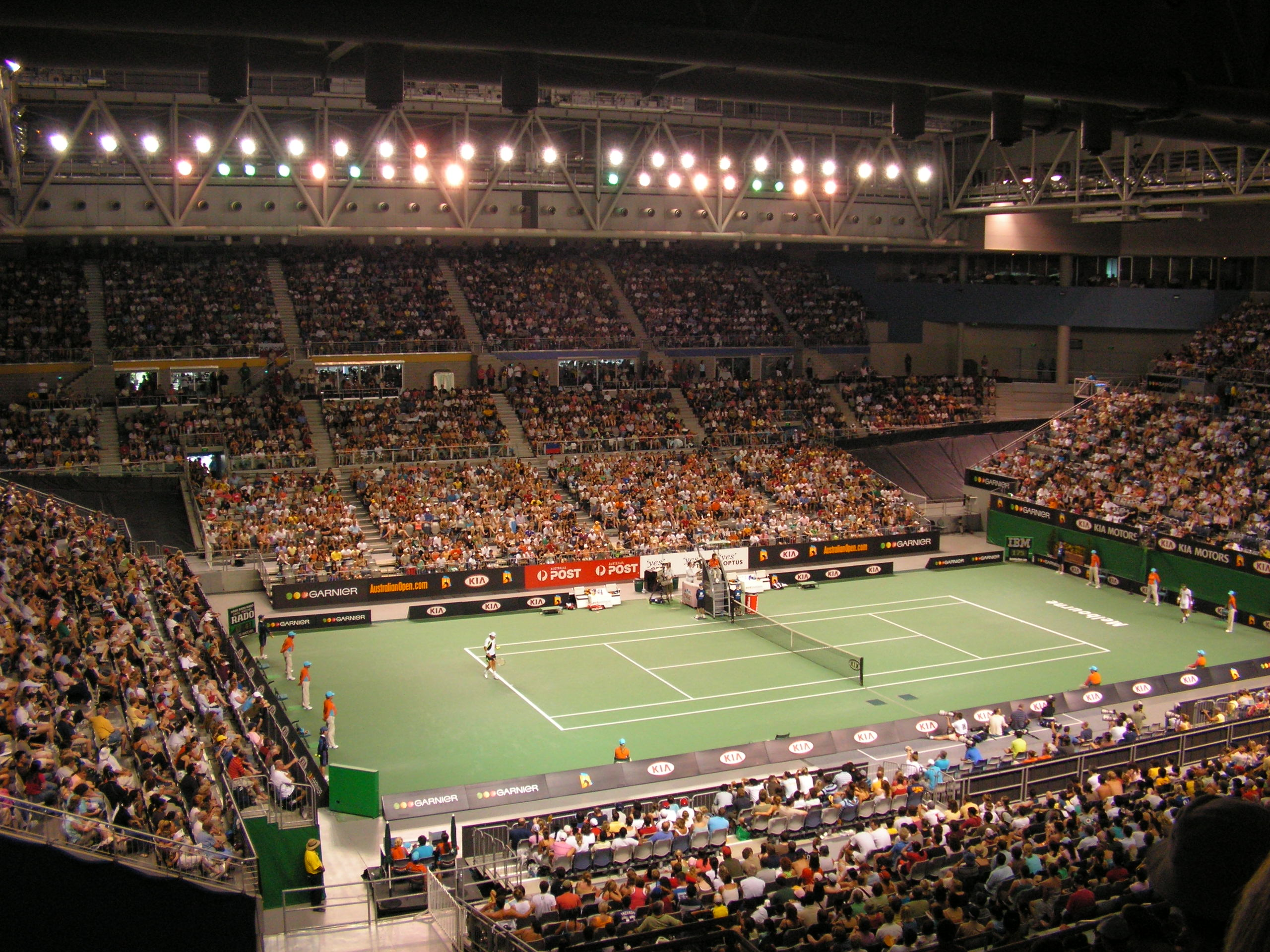
LHisense Arena en 2006. La surface est alors le Rebound Ace.

Jusqu'en 1988, l'Open d'Australie se joue sur gazon, la surface originelle du tennis toujours utilisée à Wimbledon et utilisée à l'US Open jusqu'en 1974. Cette surface se caractérise par sa grande rapidité et un faible rebond favorisant les joueurs offensifs et notamment, les adeptes du service-volée. En 1988, lors de son déménagement au sein du Melbourne Park, l'open d'Australie opte pour une surface dure, un choix déjà fait par l'US Open en 1978. Toutefois, l'organisation choisit le Rebound Ace et non le Decoturf (ancienne surface de l'US Open). Cette surface de couleur verte est légèrement moins rapide que sa consœur américaine et n'avantage pas réellement un type de jeu sur un autre. Ainsi, en dehors des Internationaux de France de tennis, l'open d'Australie est le Grand Chelem qui réussit le mieux aux joueurs défensifs. Depuis les années 2000 et le changement de surface à Wimbledon ainsi que le déclin du service-volée au profit d'un jeu privilégiant les échanges de fond du court, les spécificités propres à chaque tournoi du grand chelem en termes de jeu pratiqué sont moins évidentes. En 2008, l'open d'Australie décide de changer de surface pour adopter le PlexiCushion de type Prestige de couleur bleue plus adaptée aux retransmissions télévisuelles et absorbant mieux les chocs, ce qui protège mieux les joueurs des blessures. En outre, le Plexicushion résiste mieux à la chaleur alors que sous les fortes températures, le Rebound Ace avait tendance à provoquer des rebonds irréguliers. Selon le directeur du tournoi, le Plexicushion est plus rapide que le gazon du Tournoi de Wimbledon et la terre battue de Roland-Garros mais un peu plus lent que l'ancien Decoturf de l'US Open.
En 2020, le tournoi engage un nouveau changement de surface en choisissant le GreenSet.

## Palmarès
Pour accéder au palmarès, cliquez sur la catégorie souhaitée :
- Simple dames - Daphne Akhurst Memorial Cup
- Simple messieurs - Norman Brookes Challenge Cup
- Double dames
- Double messieurs
- Double mixte

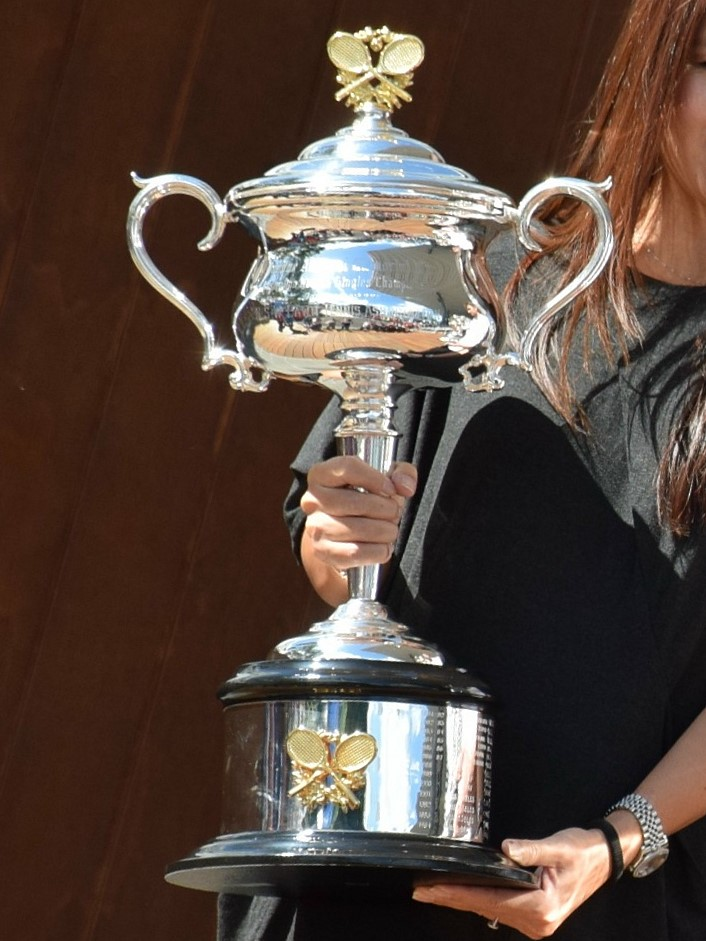
Représentation de la Daphne Akhurst Memorial Cup.
Représentation de la Norman Brookes Challenge Cup.

## Nombre de titres par nation en simple messieurs
| Pays             | Titres | Premier | Dernier |
| Australie        | 44     | 1905    | 1968    |
| Royaume-Uni      | 5      | 1912    | 1934    |
| États-Unis       | 4      | 1908    | 1959    |
| Nouvelle-Zélande | 2      | 1906    | 1909    |
| France           | 1      | 1928    | 1928    |

| Pays               | Titres | Premier | Dernier |
| États-Unis         | 14     | 1970    | 2003    |
| Serbie             | 10     | 2008    | 2023    |
| Suisse             | 7      | 2004    | 2018    |
| Australie          | 6      | 1969    | 1976    |
| Suède              | 6      | 1983    | 2002    |
| Argentine          | 2      | 1978    | 1979    |
| Tchécoslovaquie    | 2      | 1989    | 1990    |
| Allemagne          | 2      | 1991    | 1996    |
| Russie             | 2      | 1999    | 2005    |
| Espagne            | 2      | 2009    | 2022    |
| Italie             | 2      | 2024    | 2025    |
| Afrique du Sud     | 1      | 1981    | 1981    |
| République tchèque | 1      | 1998    | 1998    |

## Nombre de titres par nation en simple dames
| Pays        | Titres | Premier | Dernier |
| Australie   | 33     | 1922    | 1966    |
| États-Unis  | 7      | 1938    | 1968    |
| Royaume-Uni | 2      | 1935    | 1958    |

| Pays            | Titres | Premier | Dernier |
| États-Unis      | 18     | 1979    | 2025    |
| Australie       | 11     | 1969    | 2022    |
| Allemagne       | 5      | 1988    | 2016    |
| Yougoslavie*    | 3      | 1991    | 1993    |
| Suisse          | 3      | 1997    | 1999    |
| Tchécoslovaquie | 2      | 1980    | 1987    |
| France          | 2      | 1995    | 2006    |
| Belgique        | 2      | 2004    | 2011    |
| Biélorussie     | 4      | 2012    | 2024    |
| Royaume-Uni     | 1      | 1972    | 1972    |
| Russie          | 1      | 2008    | 2008    |
| Chine           | 1      | 2014    | 2014    |
| Danemark        | 1      | 2018    | 2018    |

* Si l'on prend en compte les nouveaux pays dus à l'éclatement de l'ex-Yougoslavie les résultats sont les suivants :
- Serbie : 3 titres (1991, 1992, 1993)

## Records
À la différence des autres tournois du Grand Chelem, l'Open d'Australie ne devint « Open » qu'à partir de 1969, les records de l'ère open pour ce tournoi commencent donc à cette date.
| Record                                                         | Periode            | Joueur(s)                                  | Nombre                                              | Années victorieuses                                                                                  |
| -------------------------------------------------------------- | ------------------ | ------------------------------------------ | --------------------------------------------------- | --- |
| Messieurs depuis 1905                                          |                    |                                            |                                                     | |
| Plus grand nombre de titres en simple messieurs                | Avant 1969 :       | Roy Emerson                                | 6                                                   | 1961, 1963-1967                                                                                      |
| Plus grand nombre de titres en simple messieurs                | Après 1969 :       | Novak Djokovic                             | 10                                                  | 2008, 2011-2013, 2015-2016, 2019-2021, 2023                                                          |
| Plus grand nombre de titres consécutifs en simple messieurs    | Avant 1969 :       | Roy Emerson                                | 5                                                   | 1963-1967                                                                                            |
| Plus grand nombre de titres consécutifs en simple messieurs    | Après 1969 :       | Novak Djokovic                             | 3                                                   | 2011-2013, 2019-2021                                                                                 |
| Plus grand nombre de titres en double messieurs                | Avant 1969 :       | Adrian Quist                               | 10                                                  | 1936-1937 (avec Donald Turnbull) 1938-1940, 1946-1950 (avec John Bromwich)                           |
| Plus grand nombre de titres en double messieurs                | Avant 1969 :       | John Bromwich                              | 8                                                   | 1938-1940, 1946-1950 (avec Adrian Quist)                                                             |
| Plus grand nombre de titres en double messieurs                | Après 1969 :       | Bob Bryan Mike Bryan                       | 6                                                   | 2006-2007, 2009-2011, 2013                                                                           |
| Plus grand nombre de titres en double messieurs                | Après 1969 :       | Mark Edmondson                             | 4                                                   | 1980-1981 (avec Kim Warwick) 1983 (avec Paul McNamee) 1984 (avec Sherwood Stewart)                   |
| Plus grand nombre de titres consécutifs en double messieurs    | Avant 1969 :       | Adrian Quist John Bromwich                 | 8                                                   | 1938-1940, 1946-1950                                                                                 |
| Plus grand nombre de titres consécutifs en double messieurs    | Après 1969 :       | Bob Bryan Mike Bryan                       | 3                                                   | 2009-2011                                                                                            |
| Plus grand nombre de titres en double mixtes - Messieurs       | Avant 1969 :       | Colin Long                                 | 4                                                   | 1940, 1946-1948 (avec Nancye Wynne Bolton)                                                           |
| Plus grand nombre de titres en double mixtes - Messieurs       | Après 1969 :       | Jim Pugh                                   | 3                                                   | 1988-1989 (avec Jana Novotná) 1990 (avec Natasha Zvereva)                                            |
| Plus grand nombre de titres en double mixtes - Messieurs       | Après 1969 :       | Leander Paes                               | 3                                                   | 2003 (avec Martina Navrátilová) 2010 (avec Cara Black) 2015 (avec Martina Hingis)                    |
| Plus de tournois (total: simples, doubles, mixtes) - Messieurs | Avant 1969 :       | Adrian Quist                               | 13                                                  | 1936-1950 (3 simples, 10 doubles)                                                                    |
| Plus de tournois (total: simples, doubles, mixtes) - Messieurs | Après 1969 :       | Bob Bryan Mike Bryan                       | 6                                                   | 2006-2013 (6 doubles)                                                                                |
| Dames depuis 1922                                              |                    |                                            |                                                     | |
| Plus grand nombre de titres en simple dames                    | Avant 1969 :       | Margaret Court                             | 7                                                   | 1960-1966                                                                                            |
| Plus grand nombre de titres en simple dames                    | Avant 1969 :       | Nancye Wynne Bolton                        | 6                                                   | 1937, 1940, 1946-1948, 1951                                                                          |
| Plus grand nombre de titres en simple dames                    | Après 1969 :       | Serena Williams                            | 7                                                   | 2003, 2005, 2007, 2009, 2010, 2015, 2017                                                             |
| Plus grand nombre de titres consécutifs en simple dames        | Avant 1969 :       | Margaret Court                             | 7                                                   | 1960-1966                                                                                            |
| Plus grand nombre de titres consécutifs en simple dames        | Après 1969 :       | Margaret Court                             | 4                                                   | 1969-1971                                                                                            |
| Plus grand nombre de titres consécutifs en simple dames        | Après 1969 :       | Evonne Goolagong-Cawley                    | 3                                                   | 1974-1976                                                                                            |
| Plus grand nombre de titres consécutifs en simple dames        | Après 1969 :       | Steffi Graf                                | 3                                                   | 1988-1990                                                                                            |
| Plus grand nombre de titres consécutifs en simple dames        | Après 1969 :       | / Monica Seles                             | 3                                                   | 1991-1993                                                                                            |
| Plus grand nombre de titres consécutifs en simple dames        | Après 1969 :       | Martina Hingis                             | 3                                                   | 1997-1999                                                                                            |
| Plus grand nombre de titres en double dames                    | Avant 1969 :       | Thelma Coyne Long                          | 13                                                  | 1936-1940, 1947-1949, 1951-1952 (avec Nancye Wynne Bolton) 1954, 1956, 1958 (avec Mary Bevis Hawton) |
| Plus grand nombre de titres en double dames                    | Avant 1969 :       | Nancye Wynne Bolton                        | 10                                                  | 1936-1940, 1947-1949, 1951-1952                                                                      |
| Plus grand nombre de titres en double dames                    | Après 1969 :       | / Martina Navrátilová                      | 8                                                   | 1980 (avec Betsy Nagelsen) 1982-1985, 1987-1989 (avec Pam Shriver)                                   |
| Plus grand nombre de titres consécutifs en double dames        | Avant 1969 :       | Thelma Coyne Long Nancye Wynne Bolton      | 5                                                   | 1936-1940                                                                                            |
| Plus grand nombre de titres consécutifs en double dames        | Après 1969 :       | / Martina Navrátilová Pam Shriver          | 7                                                   | 1982-85, 1987-89                                                                                     |
| Plus grand nombre de titres en double mixtes - Dames           | Avant 1969 :       | Daphne Akhurst Cozens                      | 4                                                   | 1924-1925 (avec John Willard) 1928 (avec Jean Borotra) 1929 (avec Edgar Moon)                        |
| Plus grand nombre de titres en double mixtes - Dames           | Avant 1969 :       | Nancye Wynne Bolton                        | 4                                                   | 1940, 1946-1948 (avec Colin Long)                                                                    |
| Plus grand nombre de titres en double mixtes - Dames           | Avant 1969 :       | Thelma Coyne Long                          | 4                                                   | 1951-1951, 1955 (avec George Worthington) 1954 (avec Rex Hartwig)                                    |
| Plus grand nombre de titres en double mixtes - Dames           | Avant 1969 :       | Margaret Court                             | 4                                                   | 1963-1964 (avec Ken Fletcher) 1965 (avec John Newcombe) 1969 (avec Marty Riessen)                    |
| Plus grand nombre de titres en double mixtes - Dames           | Après 1969 :       | Jana Novotná                               | 2                                                   | 1988-1989 (avec Jim Pugh)                                                                            |
| Plus grand nombre de titres en double mixtes - Dames           | Après 1969 :       | Larisa Neiland                             | 2                                                   | 1994 (avec Andreï Olhovskiy) 1996 (avec Mark Woodforde)                                              |
| Plus grand nombre de titres en double mixtes - Dames           | Après 1969 :       | Martina Hingis                             | 2                                                   | 2006 (avec Mahesh Bhupathi) 2015 (avec Leander Paes)                                                 |
| Plus de tournois (total: simples, doubles, mixtes) - Dames     | Avant 1969 :       | Margaret Court                             | 22                                                  | 1960-1973 (11 simples, 7 doubles, 4 mixtes)                                                          |
| Plus de tournois (total: simples, doubles, mixtes) - Dames     | Après 1969 :       | / Martina Navrátilová                      | 12                                                  | 1980-2003 (3 simples, 8 doubles, 1 mixtes)                                                           |
| Divers                                                         |                    |                                            |                                                     | |
| Plus jeunes vainqueurs                                         | Simple messieurs : | Ken Rosewall                               | 18 ans et 2 mois (1953)                             | 18 ans et 2 mois (1953)                                                                              |
| Plus jeunes vainqueurs                                         | Double messieurs : | Lew Hoad                                   | 18 ans et 2 mois (1953)                             | 18 ans et 2 mois (1953)                                                                              |
| Plus jeunes vainqueurs                                         | Double dames :     | Mirjana Lučić                              | 15 ans et 10 mois (1998)                            | 15 ans et 10 mois (1998)                                                                             |
| Plus jeunes vainqueurs                                         | Simple dames :     | Martina Hingis                             | 16 ans et 3 mois (1997)                             | 16 ans et 3 mois (1997)                                                                              |
| Plus vieux vainqueurs                                          | Simple messieurs : | Ken Rosewall                               | 37 ans et 8 mois (1972)                             | 37 ans et 8 mois (1972)                                                                              |
| Plus vieux vainqueurs                                          | Double messieurs : | Norman Brookes                             | 46 ans et 2 mois (1924)                             | 46 ans et 2 mois (1924)                                                                              |
| Plus vieux vainqueurs                                          | Double dames :     | Thelma Long                                | 37 ans et 7 mois (1956)                             | 37 ans et 7 mois (1956)                                                                              |
| Plus vieux vainqueurs                                          | Simple dames :     | Thelma Long                                | 35 ans et 8 mois (1954)                             | 35 ans et 8 mois (1954)                                                                              |
| Match le plus long (hommes ou femmes)                          | 5 h 54             | Novak Djokovic, no 1 vs Rafael Nadal, no 2 | 2012 (finale, 29 janvier), 5-7, 6-4, 6-2, 65-7, 7-5 | 2012 (finale, 29 janvier), 5-7, 6-4, 6-2, 65-7, 7-5                                                  |

## Bilan par joueur
Le tableau ci-dessous récapitule les performances obtenues en simple depuis l'an 1969 (ère Open) par les différents joueurs ayant atteint au moins une fois une demi-finale. Cliquez sur les flèches en entête de colonnes pour trier. Cette liste a été mise à jour à l'issue de l'édition 2019 du tournoi.
| Joueur               | Participations | Victoires | Défaites | % de V | Titres | Finales | Demies |
| -------------------- | -------------- | --------- | -------- | ------ | ------ | ------- | ------ |
| Andre Agassi         | 9              | 48        | 5        | 90,6   | 4      | 0       | 2      |
| John Alexander       | 17             | 23        | 17       | 57,5   | 0      | 0       | 2      |
| Victor Amaya         | 4              | 7         | 4        | 63,6   | 0      | 0       | 1      |
| Malcolm Anderson     | 6              | 9         | 6        | 60     | 0      | 1       | 0      |
| Arthur Ashe          | 4              | 16        | 3        | 84,2   | 1      | 1       | 1      |
| Márcos Baghdatís     | 14             | 25        | 13       | 65,8   | 0      | 1       | 0      |
| Boris Becker         | 11             | 29        | 9        | 76,3   | 2      | 0       | 0      |
| Tomáš Berdych        | 15             | 44        | 15       | 74,6   | 0      | 0       | 2      |
| Ross Case            | 12             | 15        | 11       | 57,7   | 0      | 0       | 1      |
| Pat Cash             | 11             | 26        | 11       | 70,3   | 0      | 2       | 0      |
| Michael Chang        | 10             | 21        | 10       | 67,7   | 0      | 1       | 2      |
| Chung Hyeon          | 3              | 6         | 3        | 66,7   | 0      | 0       | 1      |
| Arnaud Clément       | 13             | 13        | 13       | 50     | 0      | 1       | 0      |
| Jimmy Connors        | 2              | 11        | 1        | 91,7   | 1      | 1       | 0      |
| Jim Courier          | 10             | 35        | 8        | 81,4   | 2      | 0       | 1      |
| Marin Čilić          | 10             | 26        | 10       | 72,2   | 0      | 1       | 1      |
| Dick Crealy          | 10             | 20        | 10       | 66,7   | 0      | 1       | 1      |
| Kevin Curren         | 4              | 9         | 4        | 69,2   | 0      | 1       | 0      |
| Phil Dent            | 14             | 24        | 14       | 63,2   | 0      | 1       | 0      |
| Steve Denton         | 6              | 13        | 6        | 68,4   | 0      | 2       | 0      |
| Colin Dibley         | 11             | 13        | 11       | 54,2   | 0      | 0       | 1      |
| Grigor Dimitrov      | 8              | 20        | 8        | 71,4   | 0      | 0       | 1      |
| Novak Djokovic       | 18             | 89        | 8        | 91.7   | 10     | 0       | 0      |
| Stefan Edberg        | 13             | 56        | 10       | 84,8   | 2      | 3       | 3      |
| Mark Edmondson       | 12             | 23        | 11       | 67,6   | 1      | 0       | 1      |
| Kyle Edmund          | 4              | 6         | 4        | 60     | 0      | 0       | 1      |
| Thomas Enqvist       | 13             | 21        | 12       | 63,6   | 0      | 1       | 0      |
| Nicolas Escudé       | 6              | 15        | 6        | 71,4   | 0      | 0       | 1      |
| Roger Federer        | 21             | 102       | 15       | 87,2   | 6      | 1       | 8      |
| Wayne Ferreira       | 14             | 39        | 14       | 73,6   | 0      | 0       | 2      |
| David Ferrer         | 16             | 41        | 16       | 71,9   | 0      | 0       | 2      |
| Juan Carlos Ferrero  | 11             | 20        | 11       | 64,5   | 0      | 0       | 1      |
| Andrés Gimeno        | 2              | 4         | 2        | 66,7   | 0      | 1       | 0      |
| Fernando González    | 10             | 20        | 10       | 66,7   | 0      | 1       | 0      |
| Sébastien Grosjean   | 11             | 25        | 11       | 69,4   | 0      | 0       | 1      |
| Jan Gunnarsson       | 4              | 5         | 4        | 55,6   | 0      | 0       | 1      |
| Tommy Haas           | 14             | 26        | 14       | 65     | 0      | 0       | 3      |
| Lleyton Hewitt       | 20             | 32        | 20       | 61,5   | 0      | 1       | 0      |
| Thomas Johansson     | 13             | 19        | 12       | 61,3   | 1      | 0       | 0      |
| Ievgueni Kafelnikov  | 8              | 28        | 7        | 80     | 1      | 1       | 0      |
| Nicolas Kiefer       | 10             | 16        | 10       | 61,5   | 0      | 0       | 1      |
| Petr Korda           | 10             | 17        | 9        | 65,4   | 1      | 0       | 0      |
| Richard Krajicek     | 8              | 16        | 7        | 69,6   | 0      | 0       | 1      |
| Aaron Krickstein     | 7              | 19        | 7        | 73,1   | 0      | 0       | 1      |
| Johan Kriek          | 8              | 25        | 6        | 80,6   | 2      | 0       | 1      |
| Karol Kučera         | 10             | 15        | 10       | 60     | 0      | 0       | 1      |
| Nicolás Lapentti     | 10             | 15        | 11       | 57,7   | 0      | 0       | 1      |
| Rod Laver            | 2              | 6         | 1        | 85,7   | 1      | 0       | 0      |
| Ivan Lendl           | 12             | 48        | 10       | 82,8   | 2      | 2       | 3      |
| Robert Lutz          | 2              | 5         | 2        | 71,4   | 0      | 0       | 1      |
| John Marks           | 4              | 5         | 4        | 55,6   | 0      | 1       | 0      |
| Todd Martin          | 10             | 25        | 10       | 71,4   | 0      | 1       | 0      |
| Wally Masur          | 14             | 28        | 14       | 66,7   | 0      | 0       | 1      |
| Tim Mayotte          | 6              | 11        | 6        | 64,7   | 0      | 0       | 1      |
| John McEnroe         | 5              | 18        | 5        | 78,3   | 0      | 0       | 1      |
| Patrick McEnroe      | 7              | 13        | 7        | 65     | 0      | 0       | 1      |
| Peter McNamara       | 10             | 13        | 10       | 56,5   | 0      | 0       | 1      |
| Paul McNamee         | 10             | 13        | 10       | 56,5   | 0      | 0       | 1      |
| Miloslav Mečíř       | 5              | 12        | 5        | 70,6   | 0      | 1       | 0      |
| Karl Meiler          | 2              | 5         | 2        | 71,4   | 0      | 0       | 1      |
| Alex Metreveli       | 3              | 8         | 3        | 72,7   | 0      | 0       | 1      |
| Carlos Moyà          | 13             | 13        | 13       | 50     | 0      | 1       | 0      |
| Andy Murray          | 12             | 48        | 12       | 80     | 0      | 5       | 1      |
| Thomas Muster        | 11             | 23        | 11       | 67,6   | 0      | 0       | 2      |
| Rafael Nadal         | 18             | 77        | 16       | 82,8   | 2      | 4       | 1      |
| David Nalbandian     | 10             | 26        | 10       | 72,2   | 0      | 0       | 1      |
| John Newcombe        | 8              | 27        | 6        | 81,8   | 2      | 1       | 0      |
| Yannick Noah         | 6              | 11        | 6        | 64,7   | 0      | 0       | 1      |
| Magnus Norman        | 6              | 9         | 6        | 60     | 0      | 0       | 1      |
| Jiri Novák           | 7              | 13        | 7        | 65     | 0      | 0       | 1      |
| Tom Okker            | 3              | 5         | 3        | 62,5   | 0      | 0       | 1      |
| Onny Parun           | 4              | 7         | 4        | 63,6   | 0      | 1       | 0      |
| Hank Pfister         | 9              | 17        | 9        | 65,4   | 0      | 0       | 3      |
| Patrick Proisy       | 2              | 4         | 2        | 66,7   | 0      | 0       | 1      |
| Patrick Rafter       | 9              | 15        | 9        | 62,5   | 0      | 0       | 1      |
| Dennis Ralston       | 2              | 4         | 2        | 66,7   | 0      | 0       | 1      |
| Milos Raonic         | 8              | 23        | 8        | 74,2   | 0      | 0       | 1      |
| Marcelo Ríos         | 5              | 14        | 5        | 73,7   | 0      | 1       | 0      |
| Tony Roche           | 9              | 22        | 9        | 71     | 0      | 0       | 2      |
| Andy Roddick         | 11             | 38        | 11       | 77,6   | 0      | 0       | 4      |
| Ken Rosewall         | 7              | 21        | 5        | 80,8   | 2      | 0       | 2      |
| Ray Ruffels          | 8              | 13        | 8        | 61,9   | 0      | 0       | 2      |
| John Sadri           | 9              | 17        | 9        | 65,4   | 0      | 1       | 0      |
| Marat Safin          | 10             | 31        | 8        | 79,5   | 1      | 2       | 0      |
| Pete Sampras         | 11             | 45        | 9        | 83.3   | 2      | 1       | 2      |
| Rainer Schüttler     | 13             | 14        | 13       | 51,9   | 0      | 1       | 0      |
| Michael Stich        | 7              | 16        | 7        | 69.6   | 0      | 0       | 1      |
| Allan Stone          | 10             | 13        | 10       | 56,5   | 0      | 0       | 1      |
| Roscoe Tanner        | 3              | 9         | 2        | 81,8   | 1      | 0       | 0      |
| Roger Taylor         | 3              | 5         | 3        | 62,5   | 0      | 0       | 1      |
| Brian Teacher        | 5              | 12        | 4        | 75     | 1      | 0       | 0      |
| Ben Testerman        | 5              | 9         | 5        | 64,3   | 0      | 0       | 1      |
| Jo-Wilfried Tsonga   | 11             | 36        | 11       | 76,6   | 0      | 1       | 1      |
| Fernando Verdasco    | 15             | 22        | 15       | 59,5   | 0      | 0       | 1      |
| Guillermo Vilas      | 5              | 23        | 3        | 88,5   | 2      | 1       | 1      |
| Kim Warwick          | 12             | 20        | 12       | 62,5   | 0      | 1       | 0      |
| Stanislas Wawrinka   | 13             | 37        | 12       | 75,5   | 1      | 0       | 2      |
| Mats Wilander        | 10             | 36        | 7        | 83,7   | 3      | 1       | 1      |
| Mark Woodforde       | 15             | 26        | 15       | 63,4   | 0      | 0       | 1      |
| Slobodan Živojinović | 5              | 9         | 5        | 64,3   | 0      | 0       | 1      |
| Dominic Thiem        | 9              | 19        | 9        | 67,9   | 0      | 1       | 0      |
| Joueur               | Participations | Victoires | Défaites | % de V | Titres | Finales | Demies |

Le forfait pour un match ne compte pas comme une défaite (et donc pas comme une victoire pour l'adversaire). En revanche, un abandon en cours de match compte comme une défaite.

Pour 1977, année où l'Open d'Australie est disputé en janvier et en décembre, seule l'édition de janvier est prise en compte pour ce classement (comme indiqué sur le site de l'ATP).

## Bilan par joueuse
| Joueuses                | Participations | Victoires | Défaites | % de V | Titres | Finales | Demies | Quarts |
| ----------------------- | -------------- | --------- | -------- | ------ | ------ | ------- | ------ | ------ |
| Serena Williams         | 20             | 92        | 13       | 87.6   | 7      | 1       | 1      | 4      |
| Venus Williams          | 21             | 54        | 21       | 72     | 0      | 1       | 1      | 6      |
| Victoria Azarenka       | 8              | 28        | 6        | 82.3   | 2      | 0       | 0      | 1      |
| Kim Clijsters           | 10             | 43        | 9        | 82.6   | 1      | 1       | 5      | 0      |
| Li Na                   | 9              | 34        | 8        | 80.9   | 1      | 2       | 1      | 0      |
| Petra Kvitová           | 5              | 11        | 5        | 68.7   | 0      | 0       | 1      | 1      |
| Dinara Safina           | 11             | 15        | 9        | 62.5   | 0      | 1       | 0      | 0      |
| Svetlana Kuznetsova     | 12             | 31        | 12       | 72.0   | 0      | 0       | 0      | 3      |
| Martina Hingis          | 10             | 52        | 7        | 88.1   | 3      | 3       | 0      | 3      |
| Elena Dementieva        | 12             | 23        | 12       | 65.7   | 0      | 0       | 1      | 0      |
| Jelena Janković         | 11             | 23        | 11       | 67.6   | 0      | 0       | 1      | 0      |
| Vera Zvonareva          | 10             | 22        | 10       | 68.7   | 0      | 0       | 2      | 0      |
| Caroline Wozniacki      | 6              | 20        | 6        | 76.9   | 0      | 0       | 1      | 1      |
| Zheng Jie               | 8              | 13        | 8        | 61.9   | 0      | 0       | 1      | 0      |
| Daniela Hantuchová      | 13             | 26        | 13       | 66.6   | 0      | 0       | 1      | 1      |
| Nicole Vaidišová        | 5              | 13        | 5        | 72.2   | 0      | 0       | 1      | 0      |
| Amélie Mauresmo         | 11             | 12        | 11       | 52.2   | 1      | 0       | 1      | 1      |
| Barbara Jordan          | 2              | 7         | 1        | 87.5   | 1      | 0       | 0      | 0      |
| Lindsay Davenport       | 14             | 56        | 13       | 81.1   | 1      | 1       | 3      | 4      |
| Monica Seles            | 8              | 43        | 4        | 91.4   | 4      | 0       | 2      | 1      |
| Patty Schnyder          | 14             | 31        | 14       | 68.8   | 0      | 0       | 1      | 2      |
| Nathalie Dechy          | 13             | 13        | 13       | 50.0   | 0      | 0       | 1      | 0      |
| Fabiola Zuluaga         | 4              | 7         | 4        | 63.6   | 0      | 0       | 1      | 0      |
| Conchita Martínez       | 14             | 38        | 14       | 73.0   | 0      | 1       | 2      | 2      |
| Anke Huber              | 11             | 33        | 11       | 75.0   | 0      | 1       | 1      | 2      |
| Christine Matison       | 8              | 14        | 8        | 63.6   | 0      | 0       | 1      | 2      |
| Mary Pierce             | 13             | 36        | 12       | 75.0   | 1      | 1       | 0      | 3      |
| Amanda Coetzer          | 12             | 31        | 12       | 72.0   | 0      | 0       | 2      | 1      |
| Mary Joe Fernández      | 10             | 39        | 10       | 79.5   | 0      | 2       | 2      | 1      |
| Chanda Rubin            | 12             | 22        | 12       | 64.7   | 0      | 0       | 1      | 0      |
| Arantxa Sánchez Vicario | 11             | 42        | 11       | 79.2   | 0      | 2       | 3      | 3      |
| Marianne Werdel         | 7              | 10        | 7        | 58.8   | 0      | 0       | 1      | 0      |
| Justine Henin           | 9              | 38        | 8        | 82.6   | 1      | 2       | 1      | 2      |
| Kimiko Date             | 12             | 16        | 12       | 57.1   | 0      | 0       | 1      | 0      |
| Gabriela Sabatini       | 8              | 29        | 8        | 78.3   | 0      | 0       | 4      | 1      |
| Steffi Graf             | 10             | 47        | 6        | 88.6   | 4      | 1       | 0      | 2      |
| Jana Novotná            | 9              | 23        | 9        | 71.8   | 0      | 1       | 0      | 1      |
| Claudia Porwik          | 7              | 13        | 7        | 65.0   | 0      | 0       | 1      | 1      |
| Ana Ivanović            | 9              | 20        | 9        | 68.9   | 0      | 1       | 0      | 0      |
| Helena Suková           | 16             | 41        | 16       | 71.9   | 0      | 2       | 1      | 2      |
| Martina Navrátilová     | 10             | 58        | 7        | 89.2   | 3      | 3       | 3      | 1      |
| Belinda Cordwell        | 5              | 9         | 5        | 64.2   | 0      | 0       | 1      | 0      |
| Claudia Kohde-Kilsch    | 12             | 26        | 12       | 68.4   | 0      | 0       | 3      | 1      |
| Chris Evert             | 6              | 38        | 4        | 90.4   | 2      | 4       | 0      | 0      |
| Maria Sharapova         | 10             | 39        | 9        | 81.2   | 1      | 2       | 3      | 0      |
| Catarina Lindqvist      | 7              | 18        | 7        | 72.0   | 0      | 0       | 1      | 2      |
| Renáta Tomanová         | 6              | 17        | 6        | 73.9   | 0      | 1       | 1      | 1      |
| Hana Mandlíková         | 10             | 38        | 8        | 82.6   | 2      | 0       | 1      | 3      |
| Jennifer Capriati       | 8              | 28        | 6        | 82.3   | 2      | 0       | 1      | 2      |
| Wendy Turnbull          | 14             | 37        | 14       | 72.5   | 0      | 1       | 2      | 2      |
| Zina Garrison           | 13             | 32        | 13       | 71.1   | 0      | 0       | 1      | 4      |
| Kathy Jordan            | 2              | 8         | 2        | 80.0   | 0      | 1       | 0      | 0      |
| Andrea Jaeger           | 2              | 9         | 2        | 81.8   | 0      | 0       | 1      | 1      |
| Mima Jaušovec           | 4              | 8         | 4        | 66.6   | 0      | 0       | 1      | 0      |
| Sharon Walsh            | 10             | 19        | 10       | 65.5   | 0      | 1       | 0      | 2      |
| Diane Evers             | 6              | 5         | 6        | 45.4   | 0      | 0       | 1      | 0      |
| Chris O'Neil            | 6              | 8         | 5        | 61.5   | 1      | 0       | 0      | 0      |
| Betsy Nagelsen          | 9              | 12        | 9        | 57,1   | 0      | 1       | 0      | 0      |
| Naomi Osaka             | 7              | 24        | 5        | 82.8   | 2      | 0       | 0      | 0      |
| Joueuses                | Participations | Victoires | Défaites | % de V | Titres | Finales | Demies | Quarts |

Participations : nombre de participations;
Victoires : nombre de matchs gagnés;
Défaites : nombre de matchs perdus;
% de V : pourcentage de victoires;

Titres : nombre de titres remportés;
Finales : nombre de finales perdues;
Demies : nombre de demi-finales perdues;
Quarts : nombre de quarts de finale perdus.

À noter qu'un abandon avant le début d'un match ne compte pas comme une défaite (et donc pas comme une victoire pour l'adversaire). En revanche, un abandon en cours de match compte comme une défaite.